# ABC (dziennik)
ABC (od 1935 „ABC – Nowiny Codzienne”) – polski dziennik związany z ruchem narodowym, wydawany w Warszawie w latach 1926–1939, publikujący zarówno treści na dość wysokim poziomie, jak i bardzo radykalne, antysemickie. Pismo było sponsorowane przez faszystowski rząd włoski.

## Ogólna charakterystyka
Na winiecie dziennika był napis: „Aktualne, Bezpartyjne, Ciekawe” lub „Aktualne, Bezkompromisowe, Ciekawe”, co było nawiązaniem do pierwszych liter tytułu. Od innych polskich pism odróżniała się formułą zaczerpniętą z prasy zachodnioeuropejskiej i amerykańskiej. Na początku lat 30. XX wieku w redakcji rozpoczęła się rywalizacja pomiędzy młodymi działaczami narodowo-radykalnymi a starszymi dziennikarzami, którzy uważani byli za zwolenników parlamentaryzmu i liberalizmu.

## Dodatki i mutacje
Tytuł ukazywał się z licznymi dodatkami („ABC Filmowe”, „Dodatek ABC Niedzielny”, „ABC Radiowe”). Z dodatku niedzielnego pisma wyłonił się tygodnik „Prosto z Mostu”. Ponadto wychodziły mutacje: „ABC Białostockie Nowiny Codzienne” (1933), „ABC Kaliskie” (1926–1933), „ABC Kolskie” (1926–1931), „ABC Kurier Białostocki“ (1928), „ABC Lubelskie” (1926–1931), „ABC Łowickie” (1932), „ABC” dla Włocławka i Kujaw (1926–1939), „ABC Płockie” (1926–1927), „ABC Podlaskie“ (1926–1928), „ABC Radomsko-Kieleckie” (1926–1927), „ABC Sieradzkie” (1927), „ABC Ziemi Łomżyńskiej” (1929–1930), „ABC Ziemi Piotrkowskiej” (1926–1933), „ABC Ziemi Suwalskiej” (1927–1930).

## Redakcja, dziennikarze i współpracownicy
Początkowo pismo redagowane przez Stanisława Strzetelskiego, po 1934 roku związane z Obozem Narodowo-Radykalnym. We wrześniu 1936 roku tytuł został wykupiony przez narodowych radykałów od dotychczasowego właściciela, Jerzego Zdziechowskiego. Gazeta stała się organem prasowym działającego tajnie ONR. Funkcję redaktora naczelnego pełnił Wojciech Zaleski, następnie zaś Tadeusz Gluziński (od 1938 roku). W redakcji pracowali m.in. Jan Korolec (red. wewnętrzny), Alina Rossmanowa (sekretarz redakcji), Maria Rutkowska (dziennikarka), Antoni Szperlich (red. gospodarczy), Przemysław Warmiński (red. zagraniczny) i Jerzy Stokowski (red. kulturalny). Od 1935 na czele działu sportowego stał Jerzy Edigey. Na łamach pisma zadebiutował Jerzy Andrzejewski.
Po Strzetelskim redaktorami naczelnymi byli: Jan Sommer (od numeru 18, 1928), Jan Żebrowski (od numeru 251, 1930), Józef Matuszczyk (od numeru 77, 1932), Czesław Chmielewski (od numeru 102, 1932), ponownie Matuszczyk (od numeru 30, 1934) Wojciech Zaleski (od numeru 269, 1936), Tadeusz Gluziński (od numeru 380, 1937) oraz Jan Korolec (od numeru 295, 1938).

## Profil ideowy
W 1936 na międzynarodowej wystawie prasy katolickiej w Watykanie tytuł był obecny wśród innych 50 polskich dzienników, które uznawano za katolickie.
Dziennik promował postawy ksenofobiczne i antysemickie. Redaktorzy nawoływali m.in. do segregacji na kolei – wydzielenia wagonów dla Polaków i oddzielnych dla Żydów. Propagowano tzw. „żółtą łatę” do oznaczania Żydów, ich pomocników i żydowskich sklepów. Namawiano do bojkotu sklepów żydowskich, a polskie czasopisma do bojkotu reklamodawców żydowskich. Reklamowano za to m.in.: „chrześcijańskie skarpetki i bieliznę” czy „jedyne kąpiele chrześcijańskie”. Potępiono zamach Herschela Grynszpana, który określono mianem „zbrodniczego”. Noc kryształowa była za to dla redakcji formą żydowskiej „pokuty”. W piśmie piętnowano masonerię.

## Schyłek tytułu
W 1939 gazeta była cenzurowana, wielokrotnie konfiskowano również jej całe nakłady, spadały dochody z reklam, co oznaczało poważne problemy co do jej przyszłości. Po wybuchu wojny ostatni numer pisma ukazał się w połowie września 1939 roku. Jan Korolec zdołał wznowić dziennik na początku października (przeprowadzono m.in. wywiad ze Stefanem Starzyńskim) i ukazywał się jedynie kilka dni.